# 신혼여행 특공대
"신혼여행 특공대"는 1993년에 개봉한 대한민국의 영화이다.

## 캐스팅
- 이광수 : 오성실 역
- 임수희 : 고현아 역
- 현길수 : 이쾌남 역
- 강선영 : 피파 역
- 박성수 : 강석 역
- 이진영 : 쌕쌕남 역
- 김예령 : 쌕쌕여 역
- 김능해 : 한심남 역
- 조문영 : 한심여 역
- 곽무성 : 왕차이 역 (우정출연)
- 국정환 : 다께시 역 (우정출연)